# Ancillae Christi Regis
Die Gemeinschaft Ancillae Christi Regis (ACR) („Dienerinnen Christi des Königs“) ist ein weibliches Institut des geweihten Lebens der römisch-katholischen Kirche in Österreich. Gemäß dem Kanonischen Recht (Cann. 710–730) ist es ein anerkanntes Säkularinstitut und wurde 1926 vom Wiener Kanoniker Leopold Engelhart (1892–1950) gegründet.

## Entstehung
Leopold Engelhart wurde in Wien geboren, schon in frühen Kindesjahren kam er in ein Waisenhaus. Seine ältere Schwester förderte den Besuch im Knabenseminar in Hollabrunn, sie ermöglichte auch das Theologiestudium. Im Jahre 1917 erhielt er die Priesterweihe. Seine erste Pfarrstelle besetzte er in Gloggnitz. Er wurde 1919 an die Dompfarrei St. Stephan  als Domkurat  und Domprediger berufen. Theodor Kardinal Innitzer erteilte ihm 1932 den Auftrag, die Katholische Aktion aufzubauen. Mit dem Anschluss Österreichs nahm diese Aufgabe 1939 ein Ende. Er übernahm die Pfarrei Neu-Ottakring  und verblieb dort bis zu seinem Tod.
Die Initialzündung zur Gründung eines Frauenordens entsprang bei Engelhart bereits nach dem Ersten Weltkrieg. Er wollte eine Organisation schaffen, die der Seelsorge beistand und die Arbeit der Ortspriester unterstützen sollte. „Er suchte Frauen die mitten in der Welt stehen und sich in eheloser Lebensform an Jesus Christus binden.“

## Geschichte
Am 16. Dezember 1926 fand Pfarrer Engelhart eine Gruppe von sechs gleichgesinnten Frauen, mit denen er  seine Ideen erörterte. Die Frauen begannen unter seiner Anleitung mit dem Aufbau und der Mitarbeit bei der Seelsorge. Zum Hauptfest der kleinen Gemeinschaft wurde das 1925 von Papst Pius XI. (1922–1939) eingeführte Christkönigsfest. Daraus entstand die Namensgebung: „Ancillae Christi Regis“ (de: Dienerinnen Christi des Königs). 1927 rief Engelhart und einige weitere Priester die „Seelsorgehilfe“ ins Leben. Gleichzeitig wurden die Frauen, die sich der Gemeinschaft angeschlossen hatten, in fachgerechten Schulen ausgebildet und 1928 konnte die erste „Seelsorgehelferin“ in ihr Amt eingeführt werden. Zwischenzeitlich hatten auch Frauen aus Schlesien und Tirol Verbindungen nach Wien  geknüpft, sie trugen die Idee in ihre Diözesen. Zwischen 1933 und 1945 konnte die Gemeinschaft nur in kleinen unauffälligen Gruppierungen arbeiten. Nach dem Zweiten Weltkrieg entstanden nach der Vertreibung aus Polen neue Bildungsinstitutionen in Deutschland und Österreich. Es sammelten sich Mitglieder in Tirol, Vorarlberg, Südtirol, Salzburg und Wien. Einige Schwestern der Ancillae Christi Regis übernahmen Missionsaufgaben in Korea, Tansania und Ungarn.